# Tablao Zambra
El Tablao Zambra fue un local del barrio de los Jerónimos de Madrid, en la calle de Ruiz de Alarcón n.º 7, en el que tuvieron lugar espectáculos flamencos. Abierto por Fernán A. Casares en 1954, desapareció en 1975. Fue considerado por los flamencólogos «como baluarte de la pureza flamenca». y, por tanto, elegante heredero de los antiguos cafés cantantes del siglo xix,
En su diseño se tomaron en cuenta –al parecer– directrices musicales de músicos como Falla y Turina y del poeta Manuel Machado, en sus recomendaciones sobre los «escenarios ideales del flamenco».
El Zambra, que tuvo como estrella a la bailaora Rosa Durán y como guitarrista oficial de acompañamiento durante muchos años a Perico el del Lunar (padre), fue preferido por muchos artistas debido al respeto por parte del público asistente hacia los artistas, «el propio dueño, mandaba callar a los clientes irrespetuosos con constantes "Siseos" lo que le valió el apodo de "El Sifón" por parte de la clientela».
En el Zambra debutaron figuras del flamenco como las cantaoras Fernanda y Bernarda de Utrera. y junto a la mencionada Rosa Durán, fueron asiduos Pericón de Cádiz, Jarrito, Pepe El Culata, Manolo Vargas, Luis de Marchena, Rafael de los Reyes, Juan Varea, Perico del Lunar, padre e hijo, Canalejas de Jerez, Juan Triguito, Andrés Heredia, Rafael Romero, Salomé de Córdoba, Teresa Maya, María Medina, Rosario Cortés, Adela Jiménez, El Tupé, Antonio Heredia, Niño Pérez, Paco Laberinto, Mario Maya, Pepín Cabrales, Muguet y Miguel albaicin, María Albaicín, Marcos Manuel, Manolo de Huelva, El Flecha de Cádiz, Manuela de Ronda, Maruja Heredia, Loli Jiménez, Tero Oro, Mari Flor, Isabel Romero, Tomás de Madrid, Bienve Maya, José Menese, Enrique Morente, Miguel Vargas y Curro Lucena. Se clausuró en 1975, al morir su director.